# Wighard
Wighard (Wighart, Wichard, Weikard, Vuichard) ist ein männlicher Vorname.

## Herkunft und Bedeutung
Der Name stammt aus dem  Althochdeutschen und wird von den Wörtern „wig“ (Kampf) und hart hergeleitet.

## Abkürzungen
Wigge, Wigger und  Wiggo.

## Bekannte Namensträger
- Wighard, 7. Erzbischof von Canterbury (7. Jahrhundert)
- Wighard Strehlow (* 1939), Chemiker und Heilpraktiker